# McLaren MCL60
De McLaren MCL60 is een Formule 1-auto die gebruikt wordt door het Formule 1-team van McLaren in het seizoen 2023. De auto is de opvolger van de McLaren MCL36. De MCL60 rijdt met een motor van Mercedes en werd onthuld op 13 februari 2023 in het McLaren Technology Centre in Woking. De MCL60 zal worden bestuurd door Lando Norris in zijn vijfde seizoen voor het team en Oscar Piastri die aan zijn rookie-seizoen gaat beginnen.
Aanvankelijk werd de wagen McLaren MCL37 genoemd tijdens de ontwikkeling) maar later kondigde McLaren echter aan dat de auto de naam MCL60 zou krijgen ter herinnering aan het feit dat het 60 jaar geleden is dat Bruce McLaren het team in 1963 oprichtte.

## Resultaten
| Kleur  | Resultaat                       |
| ------ | ------------------------------- |
| Goud   | Winnaar                         |
| Zilver | Tweede plaats                   |
| Brons  | Derde plaats                    |
| Groen  | Gefinisht (punten behaald)      |
| Blauw  | Gefinisht (geen punten behaald) |
| Blauw  | Niet geklasseerd (NC)           |
| Paars  | Uitgevallen (DNF)               |
| Rood   | Niet gekwalificeerd (DNQ)       |

| Kleur   | Resultaat                              |
| ------- | -------------------------------------- |
| Zwart   | Gediskwalificeerd (DSQ)                |
| Wit     | Niet gestart (DNS)                     |
| Blanco  | Gewond (INJ)                           |
| Blanco  | Uitgesloten (EX)                       |
| Blanco  | Teruggetrokken (WD) / Niet deelgenomen |
| 1, 2, 3 | Sprint positie (punten behaald)        |
| P       | Poleposition                           |
| S       | Snelste ronde                          |

| Jaar | Chassis en banden | Motor                             | Coureurs      | 1   | 2   | 3   | 4   | 5   | 6   | 7   | 8   | 9   | 10  | 11  | 12   | 13  | 14  | 15  | 16  | 17  | 18  | 19  | 20  | 21  | 22  | Punten | WK-plaats |
| ---- | ----------------- | --------------------------------- | ------------- | --- | --- | --- | --- | --- | --- | --- | --- | --- | --- | --- | ---- | --- | --- | --- | --- | --- | --- | --- | --- | --- | --- | ------ | --------- |
| 2023 | MCL60 P           | Mercedes-AMG F1 M14 E Performance |               | BHR | SAR | AUS | AZE | MIA | MON | SPA | CAN | OOS | GBR | HON | BEL  | NED | ITA | SIN | JPN | QAT | VST | MXS | SAP | LSV | ABU | 302    | 4         |
| 2023 | MCL60 P           | Mercedes-AMG F1 M14 E Performance | Lando Norris  | 17  | 17  | 6   | 9   | 17  | 9   | 17  | 13  | 4   | 2   | 2   | 67   | 7   | 8   | 2   | 2   | 3   | 42  | 5   | 2S  | DNF | 5   | 302    | 4         |
| 2023 | MCL60 P           | Mercedes-AMG F1 M14 E Performance | Oscar Piastri | DNF | 15  | 8   | 11  | 19  | 10  | 13  | 11  | 16  | 4   | 5   | 2DNF | 9   | 12S | 7   | 3   | 12  | DNF | 8   | 14  | 10S | 6   | 302    | 4         |